# 孳息
孳息，是民法法律概念，指由原物所产生的额外收益。根据民法，孳息分为天然孳息和法定孳息。

## 天然孳息
天然孳息（Fructus naturales）指因物体的自然属性而使物主获得的收益。
例如：母鸡生的蛋、牲畜下的幼崽，果树长出的果子（英文等拉丁文中孳息的字面意思就是果实，日文的孳息就是汉字），土地自然生长的粮食、草、树木等植物。

## 法定孳息
法定孳息（Fructus civiles）是指由法律规定产生了从属关系，物主因出让所属物一定期限内的使用权而得到的收益。
例如：存款得到的利息、出租房屋或物品得到的租金。

### 孳息率
孳息率也称票息（Coupon rate），指在一定时期内，由资本或本金所产生的收益占本金的百分比，通常时间以年为单位。

## 经济意义
产生孳息物的原物物主，可通过投资原物而获得孳息物。当获得的孳息物超过物主的日常开支，物主即达到财务自由的状态。这种获得孳息物的投资方法，可被视为物主的一种被动收入。